# Helena Eldrup
Helena Eldrup, född 1800 i Karlshamn, död 1872, var en svensk lärare. Hon var föreståndare för Kjellbergska flickskolan från dess grundande år 1835 fram till sin död 1872.

## Biografi
Helena Eldrups föräldrar var sjökaptenen Gabriel Mollén (död 1802), och Anna Katarina Remner (död 1834). Hon gifte sig med sjökaptenen Niels Eldrup (död 1837) i Göteborg den 24 april 1821. Paret fick två barn, dottern Mathilda och sonen Jonas. Hon följde maken på hans resor med briggen Sophia; familjen var bosatt i Peru från 1822 till 1827.
Helena Eldrup separerade från maken och bodde 1828–1829 med sin bror John i Storbritannien och därefter med sin mor i Uddevalla i Sverige.

### Föreståndare
År 1835 bosatte hon sig i Göteborg och var en tid anställd som lärare vid Societetsskolan. Hon var samma år en av två sökande till platsen som föreståndare och lärare i Kjellbergska flickskolan, som skulle grundas där av en styrelse enligt ett testamente från 1832.
Föreståndaren skulle enligt kontraktet få lön och förses med studiematerial, men i övrigt själv bekosta och organisera grundandet av en skola för 15–16-åriga elever. Eldrup anställdes för denna uppgift trots att hon saknade formella meriter. Hon beskrivs som en "varmt kristen" och  "å både huvudets och hjärtats vägnar rikt rustad person", och ska snabbt ha vunnit både styrelsens och samhällets förtroende.
Efter skolans första examen 1836 förklarade styrelsen henne ”sin synnerliga högaktning och erkänsla för den osparade möda som av henne blivit använd och som redan burit så lyckliga frukter.”
Eldrup var fram till anställningen av Augusta Grolander 1842 skolans enda heltidsanställda lärare och kallades Tante Eldrup av sina elever. Så småningom anställdes utbildade timanställda manliga lärare i bland annat franska, sång och geografi. Själv undervisade Eldrup i engelska, som hon talade flytande.
Skolan flyttade omkring en del under de första åren och fick först 1870 egna permanenta lokaler på Storgatan 3. Eldrup avled 1872 och efterträddes då av Therese Kamph.

## Minne
År 1911 samlade 113 tidigare elever in pengar till ett porträtt av Eldrup av en tidigare elev, Jenny Nyström, som avtäcktes under högtidliga former.